# Silke Franz

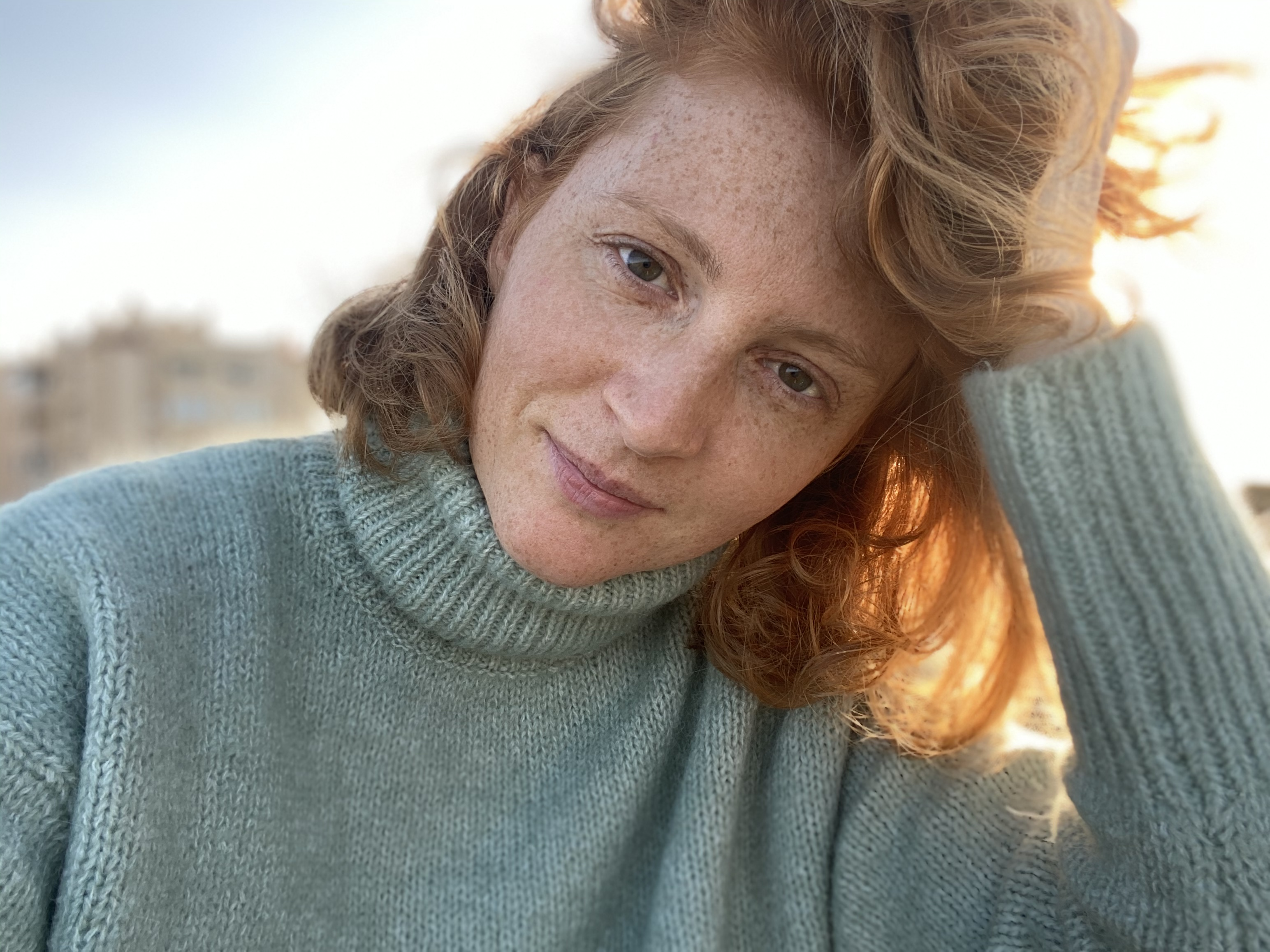
Silke Franz

Silke Franz (* 1982 in München) ist eine deutsche Schauspielerin.

## Leben
Silke Franz schloss ein Studium der Kommunikationswissenschaft mit Diplom ab. Sie begann ihre Schauspielausbildung 2008 an der Schauspielschule TheaterRaum München. 2010 belegte sie einen Herbstkurs bei Lee Strasberg und von 2010 bis 2011 bildete sie sich in den Susan Batson Studios in New York weiter.
Auf der Bühne stand sie im Münchner Theater Undsofort, der Pasinger Fabrik und bei den Luisenburg-Festspielen in Wunsiedel. Zudem war sie als Kiki in dem Stück Willkommen in deinem Leben als Gastspiel unter anderem im Theater Landsberg zu sehen.
Als Film- und Fernsehschauspielerin hatte sie Rollen in diversen Filmen und Serien, darunter Die Rosenheim-Cops, SOKO München, Lena Lorenz, Watzmann ermittelt und Polizeiruf 110: Endspiel. Im Kino spielte sie in dem Film Frauen neben Heiner Lauterbach und Martin Brambach. Neben Rosalie Thomass und Gisela Schneeberger spielte sie im Kinofilm Eine ganz heiße Nummer 2.0 eine Metzgerin. 2022 kam der Kinderfilm Der junge Häuptling Winnetou mit Franz als Mrs Hawkens in die Kinos.

## Filmographie
- 2008: McDonald’s – Every Day Affordable Price – 2 Filme
- 2008: Polizeiruf 110: Endspiel
- 2009: Der Abschied
- 2009: Genug ist nicht genug
- 2009: Jeder Mensch braucht ein Geheimnis
- 2010: Für immer Frühling
- 2010: Prozedur
- 2011: Klatscht!
- 2011: Wege noch im ewig Dunklen finden
- 2011: Materica
- 2012: Komödienstadel – Hummel im Himmel
- 2012: Der Bergdoktor
- 2012: Kilian.
- 2012: Goliath – Bewerbungsfilm
- 2012: Morgengrauen – Bewerbungsfilm
- 2012: L’affaire – Bewerbungsfilm
- 2013: Frauen
- 2013: Zurück
- 2013: Die Rosenheim-Cops
- 2014: Unter Verdacht – Ein Richter
- 2014: Im Schleudergang
- 2015: SOKO München
- 2015: Sturm der Liebe
- 2015: Tierheim München – Mach Platz! WG gesucht – Werbespot
- 2016: Dinky Sinky
- 2017: Servus Baby
- 2018: Die Rosenheim-Cops
- 2018: Watzmann ermittelt – Der Fischer vom Königssee
- 2018: Hubert ohne Staller
- 2019: Eine ganz heiße Nummer 2.0
- 2020: Schönes Schlamassel
- 2020: Die Chefin
- 2020: Lena Lorenz – Außergewöhnlich einzigartig
- 2021: Am Rande der Zeiten
- seit 2021: Dahoam is Dahoam
- 2022: Der junge Häuptling Winnetou
- 2022: Wer gräbt den Bestatter ein?

## Theater
- 2008: Theater UND SO FORT – Wenn Mozarts Helden das Singen vergeht – als Blonde – Regie: Gesche Piening
- 2008: Theater UND SO FORT – Blaubart – Hoffnung der Frauen – als Eva – Regie: Christa Pillmann
- 2008: Theater UND SO FORT – Glockenkrach – als Magali – Regie: Roland Trescher
- 2009: Theater UND Sofort – Wolfgang – als Haupt- und Titelrolle Wolfgang – Regie: Heiko Dietz
- 2009: Theater UND Sofort – Ein paar Leute suchen das Glück und lachen sich to – als Nora – Regie: Gesche Piening
- 2009–2010: Theater UND Sofort – Gefährliche Liebschaften – als Madame Rosemonde – Regie: Heiko Dietz
- 2010: Pasinger Fabrik – Talisman – als Salome – Regie: Herbert Bauer-Brauneis
- 2010: Pasinger Fabrik – Nebenrollen – als Anna Kiefer – Regie: Julia Dippel
- 2011–2012: THeaterlust – Willkommen in Deinem Leben – als Kiki – Regie: Thomas Luft
- 2013–: Luisenburgfestspiele Wunsiedel – Fahnenweihe – als Choristin – Regie: Michael Lerchenberg